# الکزندر (کارولینای شمالی)
الکزندر، کارولینای شمالی (به انگلیسی: Alexander, North Carolina) یک منطقهٔ مسکونی در ایالات متحده آمریکا است که در کارولینای شمالی واقع شده‌است.

## خصوصیات
الکزندر ۵۸۳٫۰۹ متر بالاتر از سطح دریا واقع شده‌است.